# 1963 год в авиации
Список событий в авиации в 1963 году.

## События
- 2 января — первый полёт административного самолёта Aero Commander 1121 Jet Commander.
- 3 января — первый полёт дальнего магистрального пассажирского самолёта Ил-62.
- 17 января — первый полёт лёгкого транспортного самолёта Short SC.7 Skyvan.
- 26 января — первый полёт вертолёта Fairchild Hiller FH-1100.
- 9 февраля — первый полёт пассажирского самолёта Boeing 727.
- 25 февраля — первый полёт среднего военно-транспортного самолёта Transall C.160.
- 23 апреля — первый полёт пассажирского самолёта FMA IA 50 Guaraní II.
- 8 июня — открыт Национальный музей морской авиации в Пенсаколе.
- 29 июня — первый полёт многоцелевого учебно-боевого самолёта Saab 105.
- 29 июля — первый полёт опытного самолёта Ту-124А, прототипа Ту-134.
- 17 декабря — первый полёт дальнего военно-транспортного самолёта Lockheed C-141 Starlifter.

## Персоны

### Родились
- 6 января — Филипп Перрен, французский военный лётчик, 9-й космонавт Франции.
- 12 июня — Юрий Ващук, Герой Российской Федерации, заслуженный лётчик-испытатель, мастер спорта международного класса.
- 2 августа — Константин Павлюков, советский лётчик, Герой Советского Союза.
- 20 августа — Николай Ярцев, советский, российский военный лётчик, Герой Российской Федерации.

### Скончались
- 13 августа — Пётр Еромасов, советский лётчик, Герой Советского Союза.
- 3 ноября — Анатолий Иванов, советский лётчик, Герой Советского Союза, генерал-майор.